# Escull de Rovigliano
L'Escull de Rovigliano (en italià, Scoglio di Rovigliano; en napolità, Scuoglio 'e Ruvigliano) és un escull del golf de Nàpols, situat prop de la desembocadura del riu Sarno, a la localitat de Rovigliano, a la frontera entre Castellammare di Stabia i Torre Annunziata, a la qual pertany administrativament.

## Història
Originàriament anomenada Petra Herculis, la llegenda diu que Hèracles, tornant d'Espanya del desè dels seus dotze treballs, abans de fundar les ciutats d'Ercolano i Stabiae, va trencar el cim del mont Faito, llançant-lo al mar, formant així l'illot.
A l'època romana, sobre ell s'alçava un temple dedicat a Hèracles, del qual avui es conserva un tros de mur fet en opus reticulatum. Més tard també es va anomenar Pietra di Plinio, ja que l'escriptor Plini el Vell va morir durant l'erupció del Vesuvi del 79 prop de l'escull.

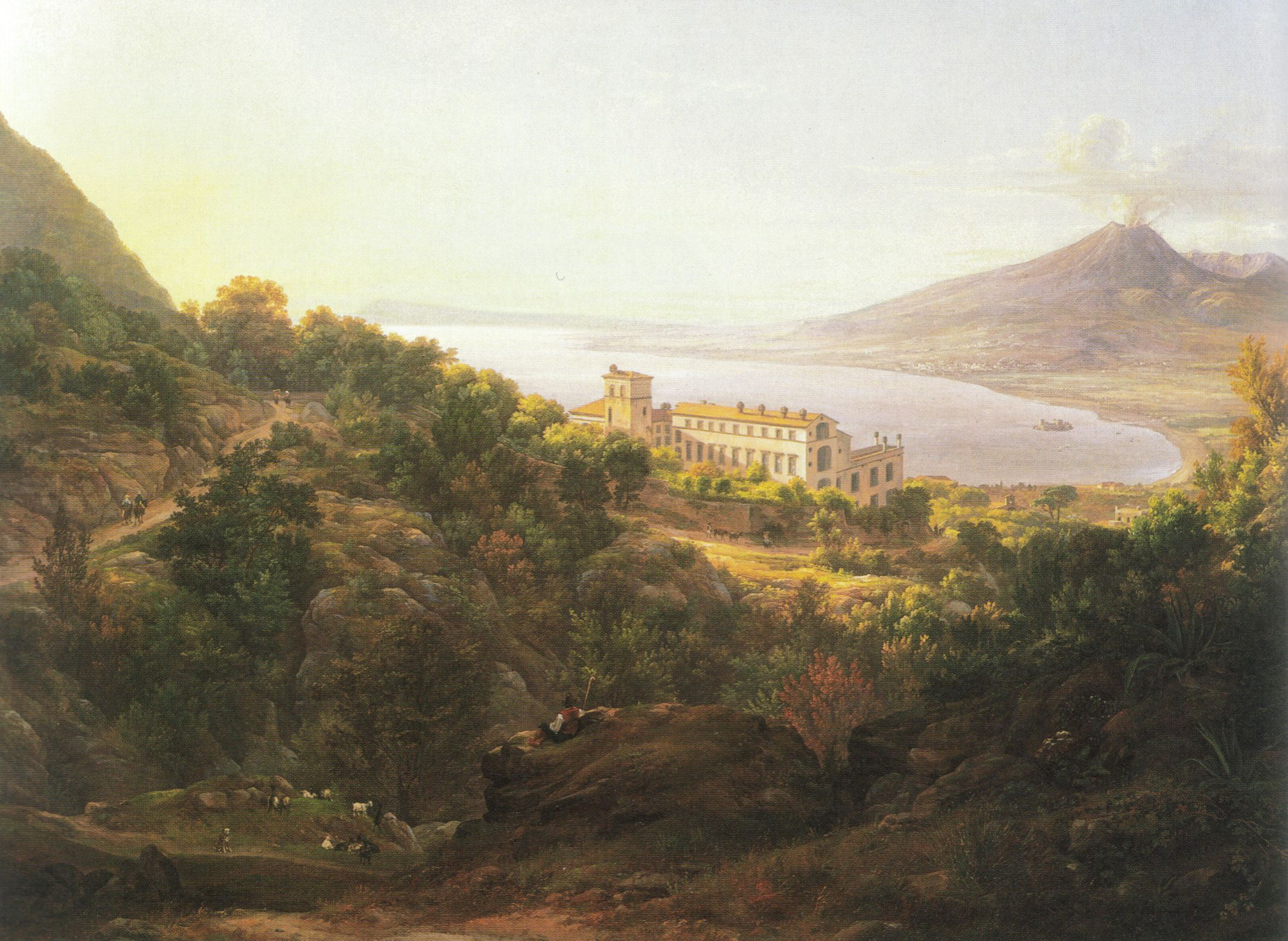
Escull de Rovigliano (centre a la dreta), 1825
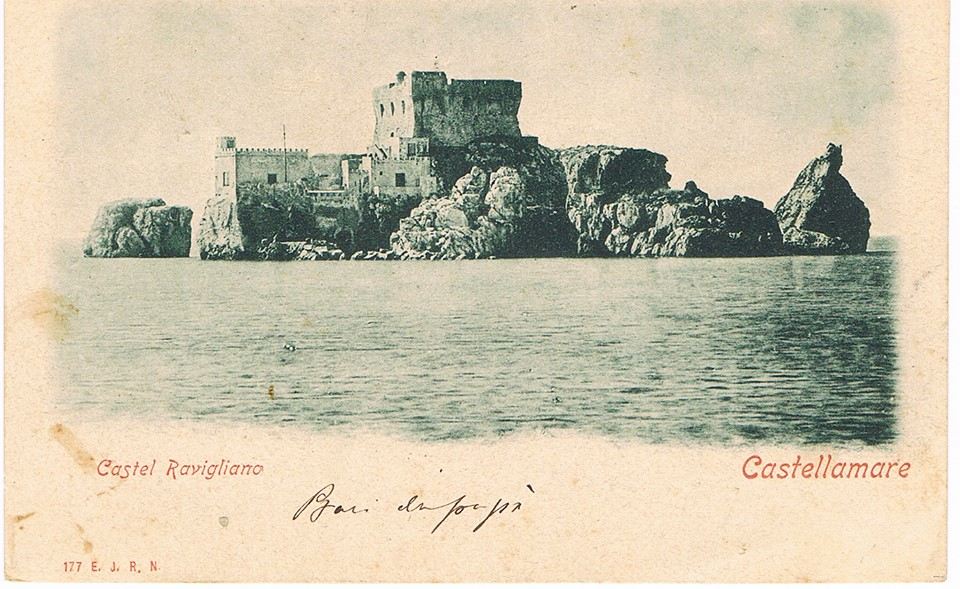
Escull de Rovigliano, segle xix

El primer document que testimonia el nom actual es remunta a l'època del papa Innocenci III, que en una butlla parla de la localitat de Rubellanium, avui Rovigliano, com a límit entre les diòcesis de Nàpols i Nola; el nom deriva, segons arqueòlegs, o del cognom d'una antiga família romana, la gens Rubilia, o del cònsol Rubelio, propietari de l'escull, o del terme llatí robilia, és a dir, lleguminoses, semblants a les guixeres (Lathyrus sativus) que van créixer abundantment al zona de l'ager.
Al llarg dels segles va assumir diverses funcions. Al segle vi es va convertir en residència privada, al segle ix va passar a la propietat d'Ernesto Longobardi qui la va transformar en un lloc d'acollida de dones joves dedicades a la vida monàstica. Al segle xii esdevingué monestir i església cistercenca. Al segle xvi esdevingué una fortalesa per defensar-se de les incursions sarraïnes, al cim del qual es va aixecar una torre, encara avui visible. A partir de 1860 l'escull va passar a propietat de l'Estat. L'any 1931 es va obrir un restaurant, que però va tenir poca sort i es va tancar poc després. De la torre només queden algunes ruïnes en estat de degradació.

## Geologia
L'escull de Rovigliano té una estructura geològica semblant a la de les muntanyes Lattari, és a dir, roques sedimentàries, principalment de tipus calcària i dolomita. També és concebible que l'escull es va formar arran de l'enfonsament d'una antiga muntanya de la qual representa el cim; l'enfonsament es podria haver produït arran de la col·lisió de la placa africana amb l'eurasiàtica, fet que també va provocar la formació de la plana de la Campània.
Fins al segle iii, l'escull es trobava a uns quatre quilòmetres de la costa, una distància que al llarg dels anys s'ha reduït considerablement com a conseqüència dels sediments d'erupcions volcàniques i de runes que s'han acumulat a la desembocadura del Sarno.